# Brug Sas van Gent
Die Brug Sas van Gent ist eine Straßenbrücke über den Kanal Gent–Terneuzen in der niederländischen Stadt Sas van Gent, Provinz Zeeland. Die Brücke führt zwei Fahrstreifen der Provinzialstraße N683 (Provinciale weg 683) und ist eine von drei beweglichen Brücken über den Kanal. Die integrierte Drehbrücke ist seit ihrer Eröffnung 1968 mit 154,5 Meter Länge die größte Europas mit einem beweglichen Träger und wird täglich 20 bis 40 Mal für den Schiffsverkehr geöffnet.

## Geschichte

Karte von Flandern von 1712, links die Verbindung zwischen Gent und dem Braakman, mittig Sas van Gent

Mitte des 16. Jahrhunderts wurde die Stadt Gent mittels eines Kanals mit dem Seitenarm Sassevaart des kleinen Meeresarms Braakman verbunden, der Teil des Mündungsdeltas der Westerschelde war. Der Anschluss des Kanals erfolgte durch eine Schleuse im heutigen Sas van Gent (dt. Schleuse nach Gent), um die sich in der Folgezeit eine Siedlung entwickelte und um die im Laufe der Zeit Festungsanlagen zum Schutz der Schleuse errichtet wurden.  Der Braakman versandete über die Jahrhunderte, was sich durch die verstärkte Gewinnung von Neuland durch den Bau von Poldern im 19. Jahrhundert beschleunigte. In den 1820er Jahren wurde mit dem Bau eines Kanals vom Sassevaart nach Terneuzen begonnen, dem Vorläufer des heutigen Kanal Gent–Terneuzen. Durch den stetigen Ausbau des Kanals entstanden 1885 und 1906 weitere Schleusen in Sas van Gent, die drei Kanalarme wurden hier bis in die 1950er Jahre mittels drei Drehbrücken überquert. Belgien und die Niederlande beschlossen 1960 den weiteren Ausbau des Kanals, um den immer größer werdenden Schiffen die Durchfahrt zum Hafen von Gent zu ermöglichen. Dazu wurden neue Schleusen in Terneuzen gebaut und die östliche Schleuse in Sas van Gent für die Kanalverbreiterung abgerissen. Die beiden älteren auf der Westseite des Kanals mussten für die Zufahrt der hier neu errichteten Brücke des Provinciale weg 683 (Oostpoortweg) teilweise zugeschüttet werden, die verbliebenen Reste der alten Kanalarme dienen heute als kleine Jachthäfen.

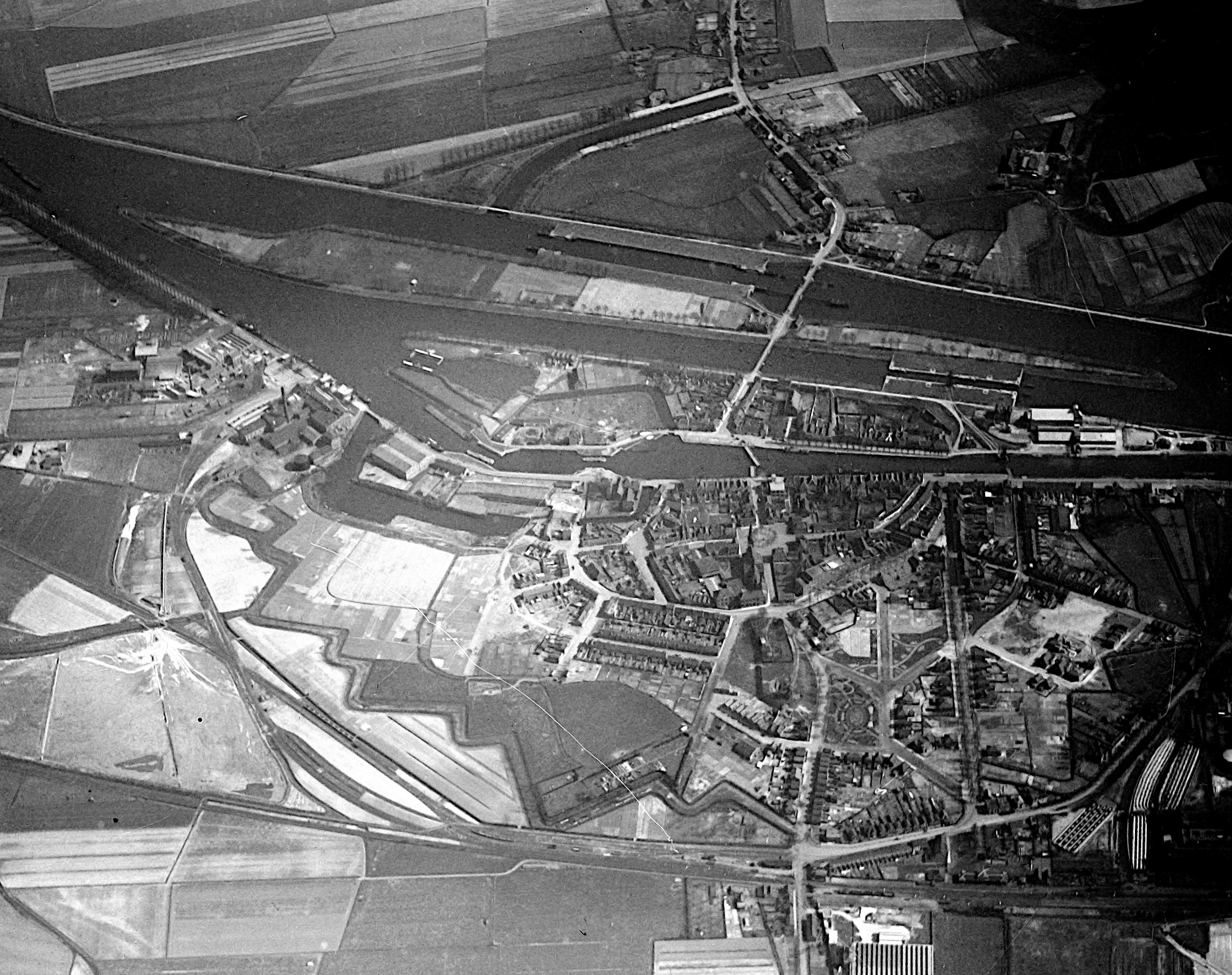
Luftbild von Sas van Gent, aufgenommen zwischen 1920 und 1940 (links ist Norden)
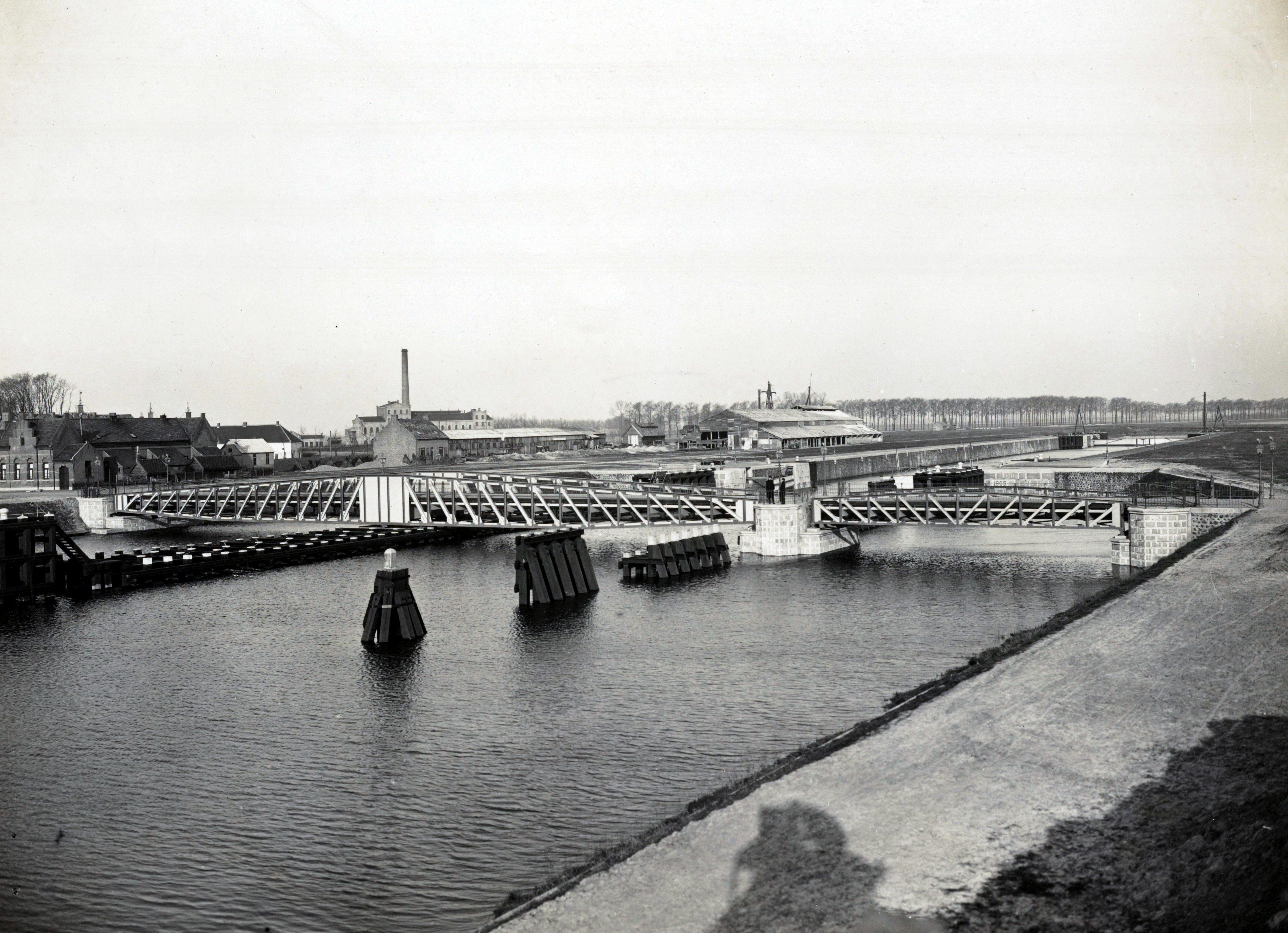
Eine der Drehbrücken über die Ostschleuse 1907 (im rechten Bild oben, Blick nach Norden)
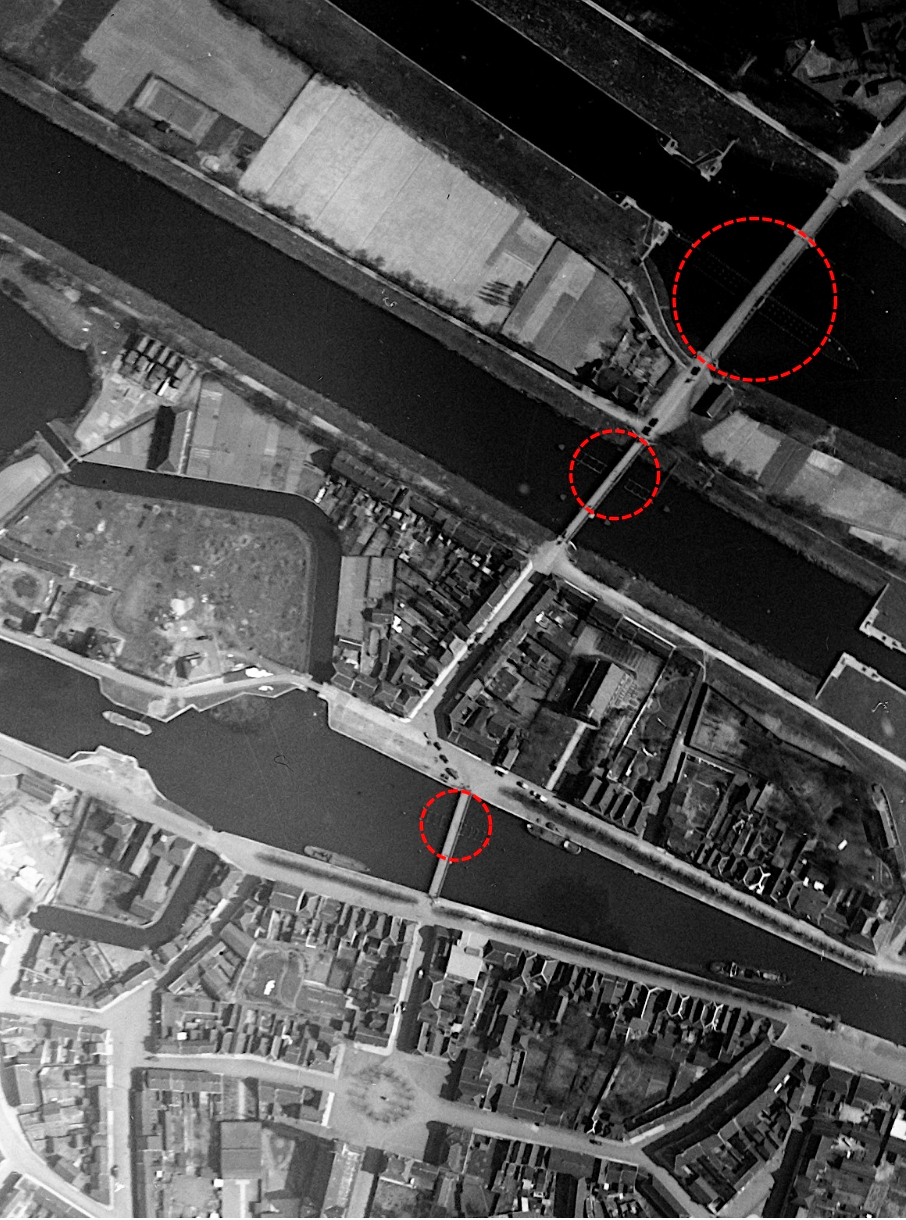
Luftbild mit den drei Drehbrücken  (links ist Norden)

Entlang des Kanals Gent–Terneuzen entstanden in den 1960er Jahren drei neue große Brücken, zwei Drehbrücken auf niederländischer Seite in Sas van Gent und Sluiskil (Sluiskilbrug) und eine Klappbrücke über den belgischen Teil in Zelzate (Zelzatebrug). Die Brug Sas van Gent ist seit ihrer Eröffnung am 30. Juli 1968 die längste Drehbrücke Europas mit einem beweglichen Träger (154,5 m) und wird nur von Drehbrücken mit zwei beweglichen Trägern übertroffen, wie der Kaiser-Wilhelm-Brücke (2 × 79,5 m) in Wilhelmshaven von 1907 oder der Odins Bro (2 × 97 m) über den Odense-Kanal in Dänemark von 2014.

## Beschreibung

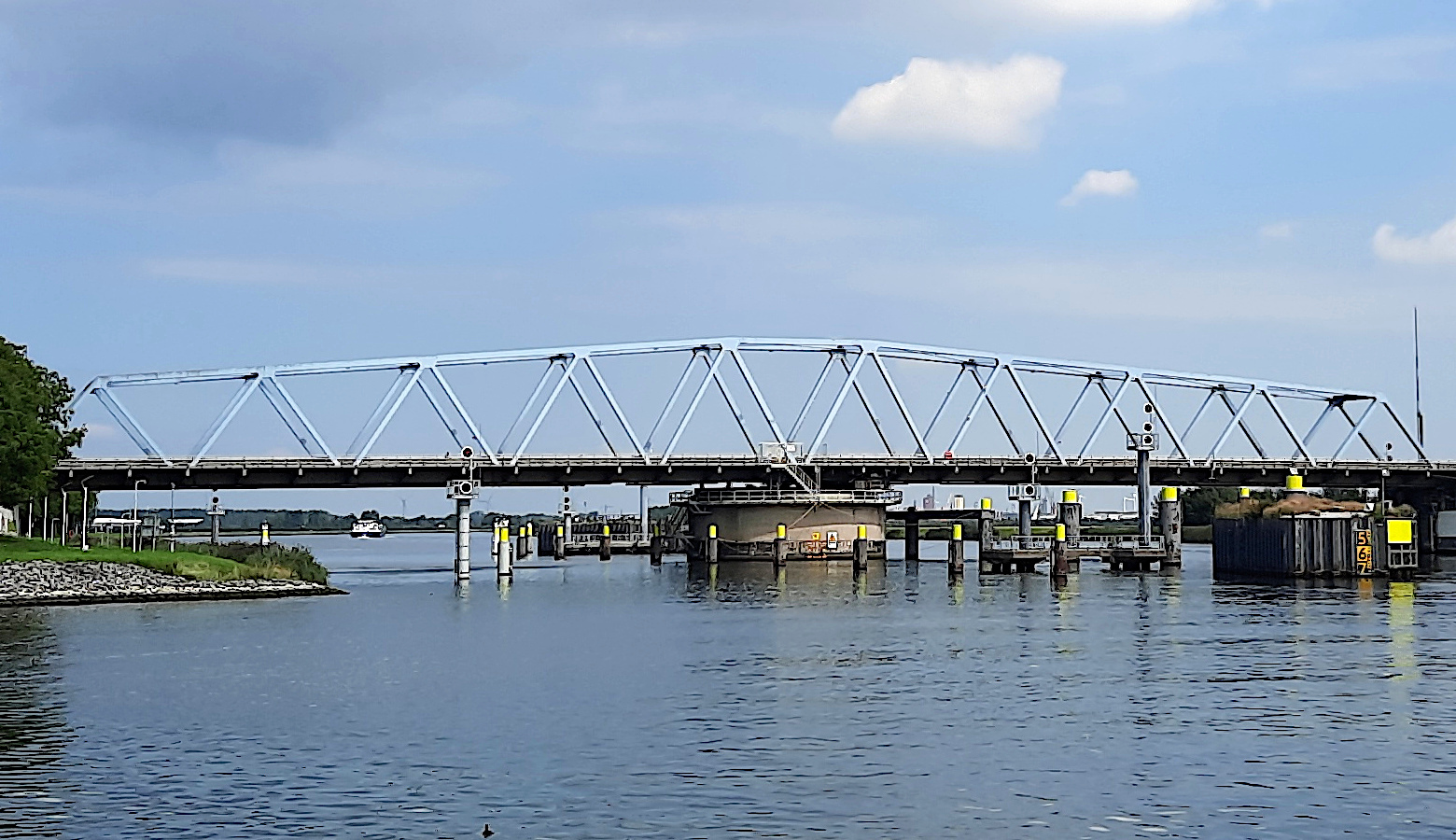
Der bewegliche Fachwerkträger, Blick nach Norden (2023)

Die Ost-West-Richtung verlaufende etwa 290 Meter lange Brücke gliedert sich in einen Stahlbetonbalkenträger auf der Westseite über die Arsenaalstraat (ca. 45 m), den 154,5 Meter langen Fachwerkträger der Drehbrücke in der Mitte und zwei Stahlbetonbalkenträger auf der Ostseite (ca. 90 m). Der Kanal Gent–Terneuzen verläuft in Nord-Süd-Richtung unter der Drehbrücke und dem anschließenden östlichen Balkenträger, der letzte Träger überquert die Straße Sint Anthoniekade. Für die Schifffahrt stehen drei Öffnungen zur Verfügung mit lichten Weiten von 27, 60 und 20 Metern (von West nach Ost). Die lichte Höhe liegt bei 7 Metern unter der Drehbrücke (im geschlossenen Zustand für die ersten beiden Öffnungen) und bei 6,5 Metern unterhalb des östlich anschließenden Balkenträgers.

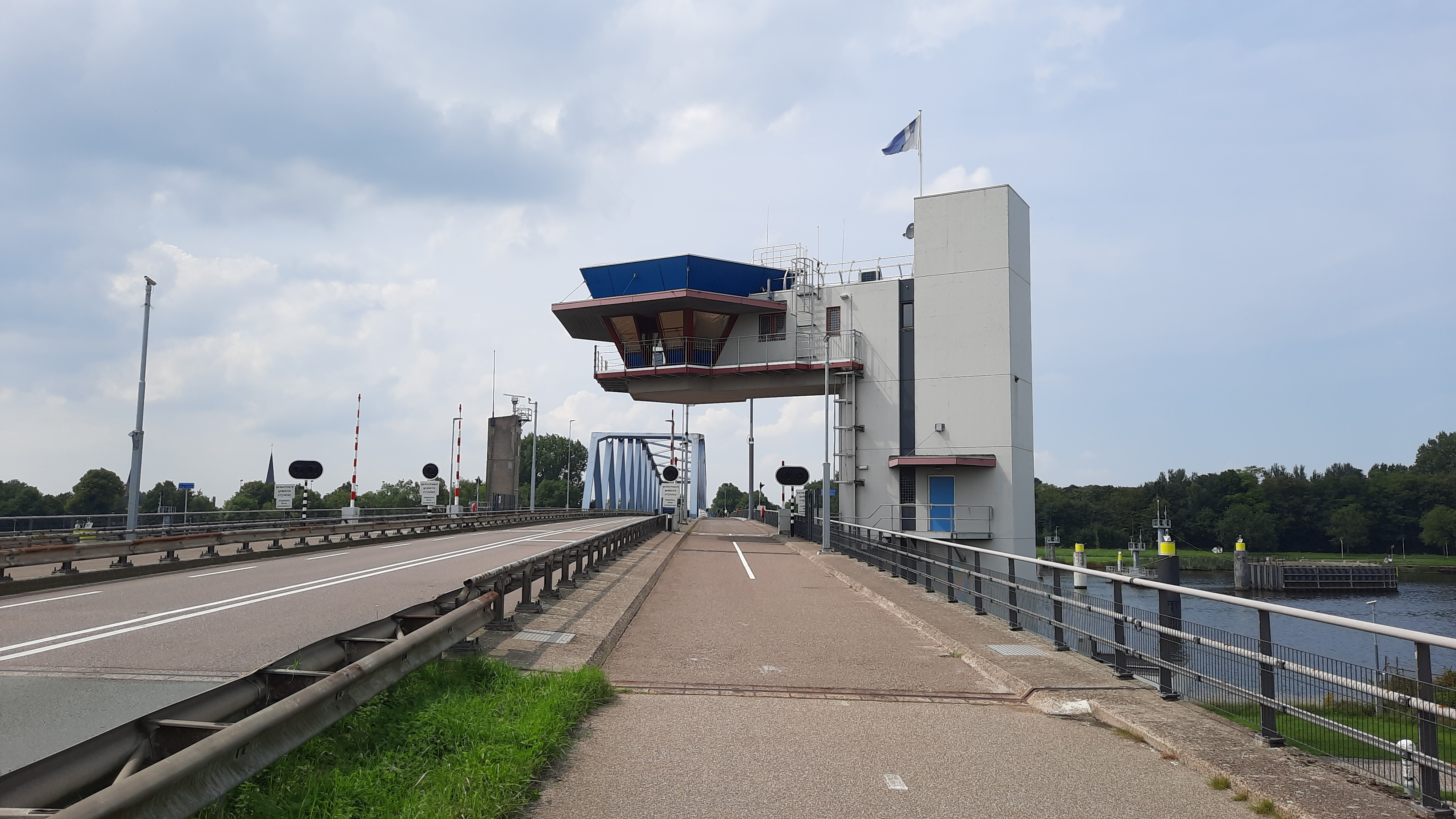
Blick nach Westen auf das Fahrbahndeck und das Kontrollhaus (2023)

Der bewegliche Träger ist als Strebenfachwerk ausgeführt, wobei die Höhe bei gerade verlaufendem Obergurt zum Drehpfeiler hin leicht zunimmt und hier etwa 14 Metern erreicht. Der Träger hat insgesamt eine Breite von etwa 22 Metern, mit einer 8,8 Meter breiten Fahrbahn zwischen den Fachwerken und einem jeweils 4 Meter breiten Radweg an den Außenseiten. Am Ostufer des Kanals befindet sich in Höhe des letzten Brückenpfeilers auf der Nordseite das Kontrollhaus, die Bedienung der Drehbrücke erfolgt aber seit 2010 von der Nautischen Zentrale Terneuzen aus (Nautische Centrale Terneuzen, ehemals Verkeerspost Terneuzen).